# Vévoda z Coimbry

Erb infanta Pedra, 1. vévody z Coimbry

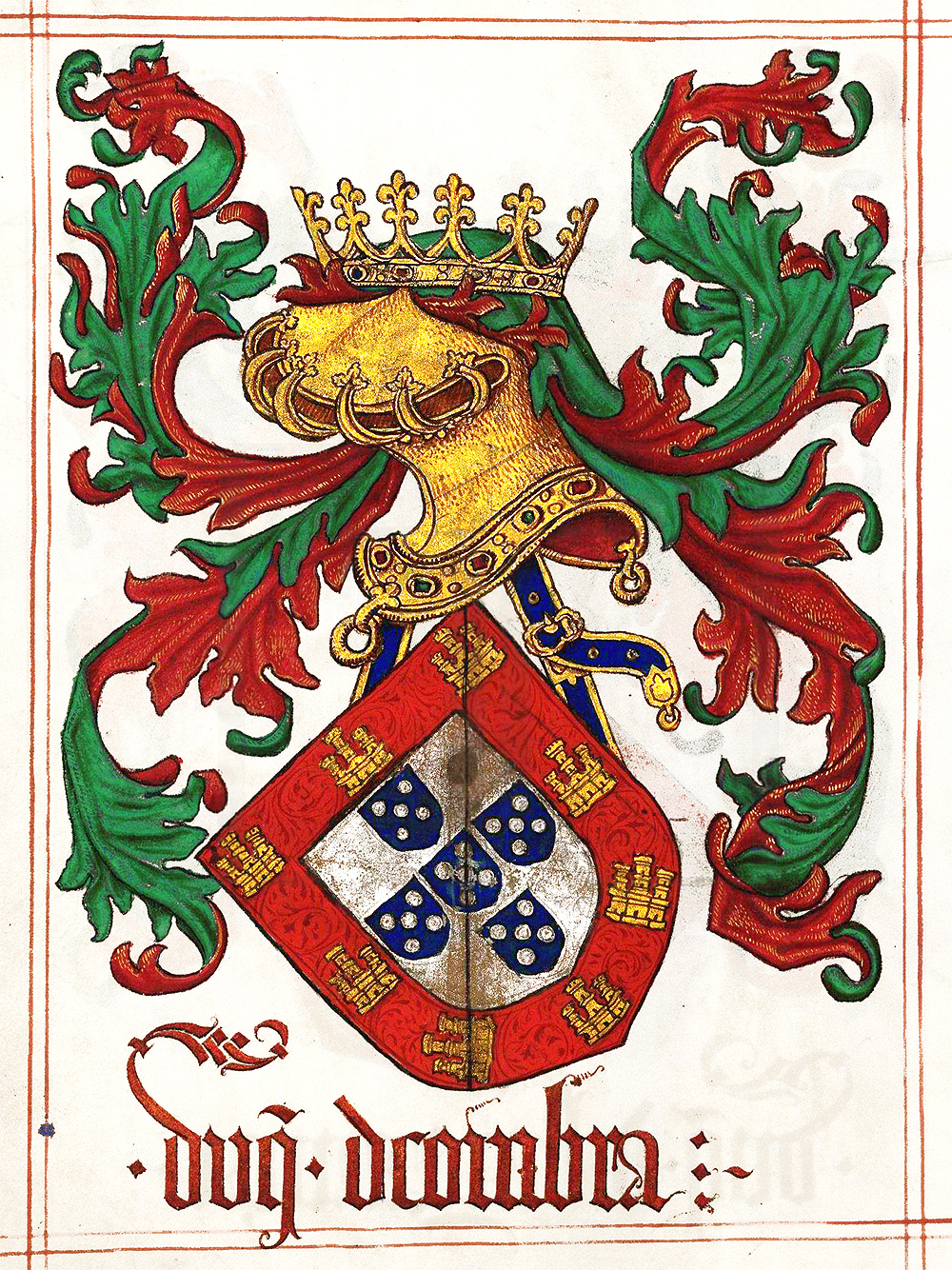
Erb infanta Jorgeho, 2. vévody z Coimbry

Vévoda z Coimbry (portugalsky: Duque de Coimbra) byl portugalský aristokratický titul a královské vévodství, spojované s portugalským královským rodem. V roce 1415 ho vytvořil král Jan I. Portugalský pro svého druhého syna infanta Pedra. Pedro byl regentem království, ale byl zabit v roce 1449 v domácí bitvě u Alfarrobeiry.
Žádné z jejich dětí tento titul nezdědilo. Byl udělen mnohem později Pedrovu pravnukovi Jorgemu, vévodovi z Coimbry, synovi krále Jana II. Portugalského.

## Seznam vévodů z Coimbry
1. Infant Pedro, vévoda z Coimbry (1392–1449), regent, třetí syn krále Jana I. (druhý přeživší)
2. Jorge, vévoda z Coimbry (1481–1550), syn krále Jana II.
3. Infant Augusto, vévoda z Coimbry (1847–1889), pátý syn královny Marie II.

### Nárokovatelé
Po zřízení Portugalské republiky si titul vévody z Coimbry nárokovali tyto osoby:
1. Infant Henrique, vévoda z Coimbry (1949–2017), třetí syn Duarte Nuna, vévody z Braganzy
2. Infantka Maria Francisca, vévodkyně z Coimbry (* 1997), dcera Duarte Pia, vévody z Braganzy